# Цзи Чэн (писатель)
Цзи Чэн (кит. трад. 計成, упр. 计成, пиньинь Jì Chéng, 1582 — ок. 1642) — китайский садовник, писатель, философ времен династии Мин.

## Жизнь и деятельность
Родился в городке Тунли уезда Уцзян. В юности увлекся созданием садов, что стало в дальнейшем основным видом его деятельности. Работал над ландшафтами и обустройством частных садов в южных провинциях Китая — Хэбэй, Хубэй. При этом вдохновлялся творчеством художников школы Северной Сун — Гуань Туном и Цзин Хао. В среднем возрасте вернулся в Цзянсу и поселился в г. Жуньчжоу.
Наибольшую славу ему принесли сады: для Юаня, губернатора Чанчжоу в 6 га; В Юю, казначея города Цзиньлина (современный Нанкин), сад по размеру немного меньше чем 1 га, прогулка по которому занимала лишь 400 шагов от входа до последней обзорной точки, однако для В Юю сад содержал все чудеса провинции в одном месте; Ван Шихена в Луаньцзяне; Чжэна Юаньхуня в Янчжоу.
В 1631 году написал книгу Юанье (園冶, «Искусство садов» или «Устройство садов») в 3 цзюанях, вышедшую в свет в 1634 году.

## Основы садоводства
Цзи Чэну принадлежит формулировка "юаньлинь цяоюй иньцзе" — «искусство садов заключается в следовании ландшафта и в приеме заимствования (видов)», которая стала со временем хрестоматийной. При этом прием цзе-цзин (заимствования видов) Цзи считал одним из главных при создании садов. По мнению Цзи Чэна, заимствования видов, хотя и строится на различении внутреннего и внешнего пространства сада, но полученный вид не ограничивается удаленным и ближним. Сегодня это является своеобразным аналогом «кадра в кадре», при котором композиция переднего плана служит рамочным обрамлением для композиций среднего и дальнего планов.
В своем трактате первым привел используемую до сих пор типологию приемов цзе-цзин: приемы заимствования дальнего вида, и соседнего прилегающего видов, приемы заимствования верхнего вида и заимствования нижнего вида, приемы заимствования в зависимости от периодов года.